# Erla (Vorname)
Erla ist ein skandinavischer Vorname. Möglicherweise kommt der Name vom männlichen Erland, was fremd bedeutet.
Am 31. Dezember 2014 waren in Schweden insgesamt 112 Frauen mit dem Namen Erla registriert, von denen 64 ihn als Rufnamen verwendet. Anfang Januar 2019 trugen in Island 1241 Frauen den Vornamen und er stand damit auf Platz 20 der Rangliste.
Zwischen 1986 und 1992 hatte Erla seinen Namenstag am 8. Januar. Danach verschwand er aber aus dem schwedischen Almanackan.

## Personen mit dem Vornamen Erla
- Erla Steina Arnardóttir (* 1983), isländische Fußballspielerin
- Erla Ásgeirsdóttir (* 1994), isländische Skirennläuferin
- Erla Bergendahl Hohler (1937–2019), norwegische Kunsthistorikerin
- Erla Prollius (* 1940), deutsche Schauspielerin, Hörspielsprecherin und Schauspiellehrerin
- Erla Stefánsdóttir (1935–2015) war eine isländische Klavierlehrerin und Autorin, Elfen- und Troll-Spezialistin

Zwischenname
- Álfheiður Erla Guðmundsdóttir (* 1993), isländische Opern- und Konzertsängerin in der Stimmlage Sopran
- María Erla Marelsdóttir (* 1969), isländische Diplomatin